# Genadiusz (Wyłczew)
Genadiusz, imię świeckie Georgi Petrow Wyłczew (ur. 12 lutego 1955 w Golam manastirze, zm. 26 maja 2008 w Sofii) – bułgarski biskup prawosławny.

## Życiorys
9 marca 1978 złożył wieczyste śluby mnisze w monasterze Czterdziestu Świętych Męczenników we Wraczeszu, przed metropolitą łoweckim Grzegorzem. 25 grudnia 1978 został wyświęcony na hierodiakona w cerkwi św. Niedzieli w Łoweczu, dzień później został hieromnichem, po czym skierowano go do monasteru Głożeńskiego. W latach 1980–1981 był jego przełożonym. Następnie przez siedem lat kierował monasterem św. Michała Archanioła w Czekotinie. W 1985 ukończył seminarium duchowne w Sofii, zaś w 1991 – Akademię Duchowną im. Klemensa Ochrydzkiego w Sofii. W 1986 otrzymał godność archimandryty.
W 1992 przyłączył się do niekanonicznego Bułgarskiego Kościoła Prawosławnego – Synodu alternatywnego. W nim 10 października 1992 został wyświęcony na biskupa, a następnie został mianowany metropolitą dorostolskim. W 1998 złożył akt pokutny i został ponownie przyjęty do Bułgarskiego Kościoła Prawosławnego jako biskup melnicki. Zmarł w 2008.